# Завтра буде пізно
«Завтра буде пізно» (рос. «Завтра будет поздно») — білоруський радянський художній фільм 1972 року режисерів Мартина Тяпака і Олександра Карпова.

## Сюжет
Фільм присвячений пам'яті Яна Налепки, національного героя Чехословаччини.

## У ролях
- Мілан Княжко
- Нонна Мордюкова
- Євгенія Ветлова
- Федір Шмаков — комісар партизанського загону
- Майя Булгакова
- Олдо Гловачек
- Міхал Дочоломанський
- Йозеф Будський
- Мікулаш Хуба
- Валентин Бєлохвостик
- Ігор Комаров
- Віктор Шрамченко
- Вадим Ганшин
- Юрай Сарваш
- Іван Райніак
- Антон Мрвечка
- Броніслав Кріжан
- Павло Кормунін
- Харій Швейц
- Микола Мерзлікін
- Улдіс Ліелдідж
- Йозеф Майерчік
- Йозеф Кронер
- Ярослав Дюречек
- Юрай Ковач

## Творча група
- Сценарій: Анатолій Делендік
- Режисер: Мартін Тяпак, Олександр Карпов
- Оператор: Сергій Петровський
- Композитор: